# Artilleriemuseum van Finland
Het Artilleriemuseum van Finland (Fins: Suomen Tykistömuseo) bevindt zich in de Hämeenlinna.
Het artilleriemuseum van Finland is gelegen aan de oevers van het Banakavesi-meer, naast het historische kasteel Häme. Het museum is gewijd aan de geschiedenis van de artillerie vanaf de 15de eeuw tot heden. Er zijn bijna 100 verschillende types kanonnen, afkomstig uit 13 landen. De collectie van Russische artillerie is de uitgebreidste buiten Rusland. Er zijn drie verdiepingen in het hoofdgebouw met tentoonstellingen over de militaire geschiedenis van Finland. In de kanonnenhal zijn zeldzame stukken te bezichtigen en buiten staat het grootste gedeelte van de collectie.
De multimedia-films in het museum laten de bezoeker kennismaken met de verdedigingsslagen uitgevochten door de Finnen tussen 1939 en 1944. Diezelfde films worden ook in het Engels, Zweeds, Duits en Fins verkocht bij het loket.